# Jive (ballo)

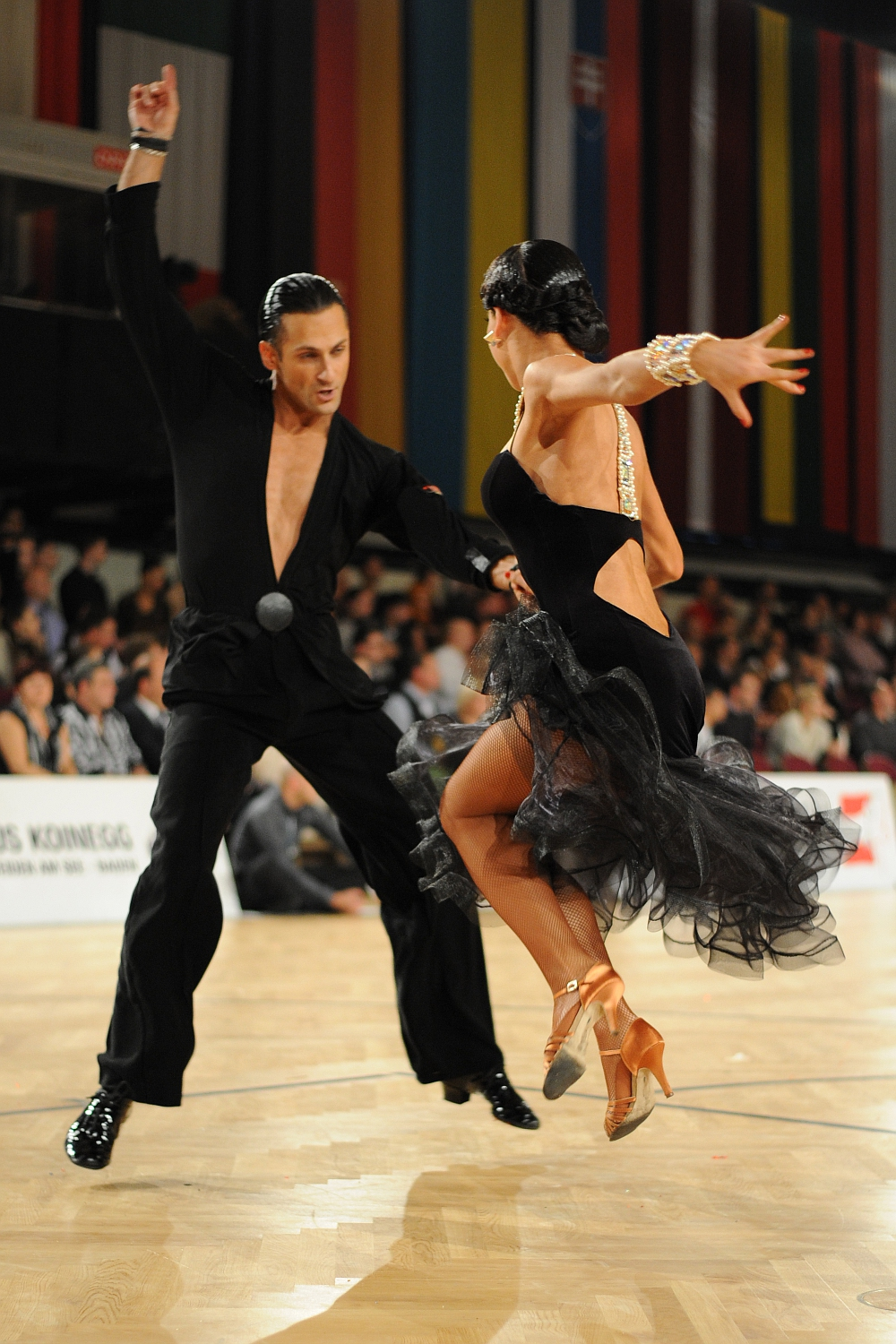
Due ballerini agli Austrian Open Championships di Vienna 2012 WDSF Campionati del Mondo Dancesport.

Il jive o jive jazz è una danza in ritmo di 4/4 proveniente dal Nordamerica. Veniva ballata dagli afroamericani durante gli anni quaranta e rientra tra le discipline latino-americane. Anche la musica che accompagnava il ballo veniva chiamata musica Jive.

## Storia
Fu presentata per la prima volta in pubblico nel 1934 da Cab Calloway. È una variazione molto vivace del Jitterbug, una forma di ballo swing.  Nella sua prima formulazione, il jive fu ballato esclusivamente da danzatori neri. Successivamente fu ripreso dai bianchi che vi aggiunsero numerose figure e vi apportarono modifiche tecniche che ne complicarono e appesantirono l'esecuzione. Dopo la seconda guerra mondiale, con l'evoluzione del jazz verso il bebop, il break-away diventò la base del rock 'n' roll, mentre il jive fu sottoposto ad una serie di revisioni e perfezionamenti stilistici che ne hanno fatto uno dei balli ancor oggi più prestigiosi a livello internazionale.
Era un'epoca di forte recessione economica ma di grande sviluppo per il ballo; le orchestre statunitensi di musica da ballo erano in forte competizione tra di loro e tutte alla ricerca di motivi con i quali distinguersi dalle altre. Il direttore di una di queste, Benny Goodman, effettuò degli esperimenti con il tempo di musica del foxtrot; egli cambiò gli accenti spostandoli dal primo e dal terzo battito rispettivamente al secondo e al quarto, ottenendo il ritmo della musica swing. I ballerini adattarono a questo nuovo stile di composizione nuovi passi e nuove figure, ispirandosi al Lindy hop, prima versione del rock and roll. Alcuni anni dopo i soldati americani e canadesi diffusero lo swing durante la seconda guerra mondiale nelle varie nazioni dove combatterono. In Francia questo nuovo ballo venne chiamato be-bop, in Germania Blues Boogie, in Italia boogie woogie e nel Regno Unito Jive.

## Influenze nella cultura
- La danza Jive viene citata nel brano Dancing Queen della band svedese ABBA
- La danza Jive viene citata nel brano Rock the Casbah della band britannica The Clash